# Hister pustulosus
Hister pustulosus är en skalbaggsart som beskrevs av Géné 1839. Hister pustulosus ingår i släktet Hister och familjen stumpbaggar. Inga underarter finns listade i Catalogue of Life.